# Federaal district Noordelijke Kaukasus
Het federaal district Noordelijke Kaukasus of Noord-Kaukasisch Federaal District (Russisch: Северо-Кавказский федеральный округ; Severo-Kavkazski federalny okroeg) is een van de acht federale districten van Rusland. Het bestuurlijke centrum is Pjatigorsk.
Het federaal district omvat een groot deel van de Noordelijke Kaukasus. In veel deelrepublieken van het federaal district wonen grote islamitische minderheden. Etnische Russen maken volgens gegevens van de Russische volkstelling van 2002 ongeveer een derde van de bevolking uit (2.988.070 ofwel 33,45%). Het federaal district werd op 19 januari 2010 geformeerd uit het Zuidelijk Federaal District na een periode van verhevigd terrorisme. De eerste gevolmachtigd afgevaardigde, Aleksandr Chloponin, zette in mei 2010 in op het herontwikkelen van het in de tsaristische periode en sovjettijd florerende toerisme in het gebied door een investeringsprogramma gericht op het doen ontstaan van vijf toeristische oorden. De kosten hiervan overstegen de kosten van de Olympische Winterspelen in het nabijgelegen Sotsji tweemaal.

## Bestuurlijke indeling
| Nr. | Vlag | Gebied                 | Type           | Bestuurlijk centrum | Oppervlakte (km²) | Inwoners (c. 2002) |  |
| 1   |      | Dagestan               | aut. republiek | Machatsjkala        | 50.278            | 2.576.531          |  |
| 2   |      | Ingoesjetië            | aut. republiek | Magas               | 2.962,7           | 467.294            |  |
| 3   |      | Kabardië-Balkarië      | aut. republiek | Naltsjik            | 12.500            | 901.494            |  |
| 4   |      | Karatsjaj-Tsjerkessië  | aut. republiek | Tsjerkessk          | 14.100            | 439.470            |  |
| 5   |      | Noord-Ossetië (Alanië) | aut. republiek | Vladikavkaz         | 7.953,6           | 710.275            |  |
| 6   |      | Stavropol              | kraj           | Stavropol           | 66.500            | 2.735.139          |  |
| 7   |      | Tsjetsjenië            | aut. republiek | Grozny              | 15.680,4          | 1.103.686          |  |

Centraal · Noordelijke Kaukasus  · Noordwest · Oeral · Siberië · Verre Oosten · Wolga · Zuid